# Trifești (Iași)
Trifești è un comune della Romania di 3 777 abitanti, ubicato nel distretto di Iași, nella regione storica della Moldavia.
Il comune è formato dall'unione di quattro villaggi: Hermeziu, Trifești, Vladomira, Zaboloteni.